# Eryngium pseudojunceum
Eryngium pseudojunceum är en flockblommig växtart som beskrevs av Dominique Clos. Eryngium pseudojunceum ingår i släktet martornar, och familjen flockblommiga växter. Inga underarter finns listade i Catalogue of Life.